# Leptostylopsis thomasi
Leptostylopsis thomasi es una especie de escarabajo longicornio del género Leptostylopsis, tribu Acanthocinini, familia Cerambycidae. Fue descrita científicamente por Lingafelter & Micheli en 2009.

## Distribución
Se distribuye por Haití y República Dominicana.

## Descripción
La especie mide 7-11 milímetros de longitud. El período de vuelo ocurre en los meses de mayo, julio y agosto.